# Pallacanestro Cantù 1989-1990
Questa voce raccoglie le informazioni riguardanti la Pallacanestro Cantù nelle competizioni ufficiali della stagione 1989-1990.

## Stagione
La stagione 1989-1990 della Pallacanestro Cantù, sponsorizzata Vismara, è la 35ª nel massimo campionato italiano di pallacanestro, la Serie A1.
Nell'estate del 1989 Cantù decise di salure una delle sue bandiere, Antonello Riva, per cui ricevette un'offerta dalla ricca ed emergente Glaxo Verona in Serie A2, la Philips Milano ed Il Messaggero Roma. Carlo Recalcati e Gianni Corsolini, tornato per assumere il ruolo di general manager decisero di puntare oltre che ai soldi a delle contropartite tecniche; in questo modo la corsa a Riva venne vinta da Verona che offre ottimi giocatori come Paolo Moretti, Giampaolo Zamberlan e Roberto Dalla Vecchia oltre che a una contropartita economica. Tuttavia a seguito di una discussione tra i dirigenti di Verona e il loro tergiversare circa il valore delle contropartite, Aldo Allievi decise di trovare un accordo con Milano, così Riva andò alla fine all'Olimpia Milano in cambio di Roberto Premier e il prestito biennale di Davide Pessina. La notizia dell'arrivo dell'acerrimo rivale milanese Premier non viene accolta bene dai tifosi canturini, tanto che Recalcati fu costretto a chiamare l'ex canturino Angelo Rovati, dirigente di Roma, per trovare una soluzione. Premier venne subito scambiato con Andrea "Rambo" Gianolla e Tullio De Piccoli appena acquistati dalla Reyer Venezia. Inoltre venne ingaggiato anche Pace Mannion, la prima guardia americana nella storia della Pallacanestro Cantù; infatti negli anni precedenti, avendo la possibilità di tesserare solo due giocatori stranieri, Cantù aveva optato sempre per una coppia di lunghi (ad eccezione dell'ala piccola Johnny Neumann). L'altro innesto straniero fu quello di Roosevelt Bouie.
La Pallacanestro Cantù, vista la mancata partecipazione ad una competizione europea, decise di concentrarsi sul campionato e già dopo dieci giornate si trovava in terza posizione. A metà del ritorno Pierluigi Marzorati e compagni erano scivolati in sesta posizione, ma serie di vittorie permise ai canturini di chiudere la stagione regolare al terzo posto. Nei quarti dei playoff Cantù si sbarazzò dell'Ipifim Torino e guadagnò la semifinale contro la Ranger Varese. A Masnago non ci fu partita ma al ritorno ci fu grande equilibrio fino a quattro minuti dalla fine quando la Pallacanestro Cantù si trovava sull'80-84. Da lì in poi Cantù si fermò fino al -10 a quasi due minuti dalla fine, quando un fitto lancio di monetine costrinse la coppia arbitrale a sospendere l'incontro.

## Roster
|    | Naz.                   | Ruolo | Sportivo             |  |  |  | Note |
| -- | ---------------------- | ----- | -------------------- |  |  |  | ---- |
| 7  | Italia (bandiera)      | A     | Enrico Milesi        |  |  |  |      |
| 8  | Italia (bandiera)      | AG    | Beppe Bosa           |  |  |  |      |
| 9  | Italia (bandiera)      | P     | Alberto Rossini      |  |  |  |      |
| 10 | Italia (bandiera)      | G     | Andrea Gianolla      |  |  |  |      |
| 11 | Stati Uniti (bandiera) | C     | Roosevelt Bouie      |  |  |  |      |
| 13 | Italia (bandiera)      | AC    | Davide Pessina       |  |  |  |      |
| 14 | Italia (bandiera)      | P     | Pier Luigi Marzorati |  |  |  |      |
| 15 | Italia (bandiera)      | C     | Angelo Gilardi       |  |  |  |      |
| 17 | Italia (bandiera)      | AC    | Tullio De Piccoli    |  |  |  |      |
| 18 | Stati Uniti (bandiera) | G     | Pace Mannion         |  |  |  |      |
| -  | Italia (bandiera)      | AP    | Emilio Broggi        |  |  |  |      |
| -  | Italia (bandiera)      | PG    | Eros Buratti         |  |  |  |      |
|    | Italia (bandiera)      | ALL   | Carlo Recalcati      |  |  |  |      |

## Mercato
| Acquisti | Acquisti          | Acquisti       | Acquisti   |
| R.       | Nome              | da             | Modalità   |
| -------- | ----------------- | -------------- | ---------- |
| AC       | Davide Pessina    | Olimpia Milano | prestito   |
| G        | Roberto Premier   | Olimpia Milano | definitivo |
| C        | Roosevelt Bouie   | Pall. Reggiana | definitivo |
| G        | Andrea Gianolla   | Virtus Roma    | definitivo |
| G        | Pace Mannion      | Atlanta Hawks  | definitivo |
| AC       | Tullio De Piccoli | Virtus Roma    | definitivo |

| Cessioni | Cessioni            | Cessioni         | Cessioni       |
| R.       | Nome                | a                | Modalità       |
| -------- | ------------------- | ---------------- | -------------- |
| G        | Antonello Riva      | Olimpia Milano   | definitivo     |
| C        | Kent Benson         |                  | ritirato       |
| G        | Roberto Premier     | Virtus Roma      | definitivo     |
| C        | Greg Stokes         | Sacramento Kings | fine contratto |
| AG       | Jeff Turner         | Orlando Magic    | fine contratto |
| PG       | Umberto Cappelletti |                  | ritirato       |